# 五道河 (太子河)
五道河，位于中华人民共和国辽宁省海城市的一条河流，是太子河左岸支流，发源于海城市王石镇金坑村三道沟，蜿蜒向西流，经什司县村（什司县镇）后注入上英水库，出库后向西北流，经海城市区北郊、耿庄镇大莫村、古城村、望台镇新望台村等地，于望台镇刘家台村西北汇入太子河。河流全长69千米，流域面积326.79平方千米，年均径流量0.486亿立方米。五道河上游沿岸盛产苹果、南果梨，中游的南台镇是中国著名的、东北最大的箱包生产、批发、零售地。